# Synaphosus taukum
Synaphosus taukum Ovtsharenko, Levy & Platnick, 1994 è un ragno appartenente alla famiglia Gnaphosidae.

## Etimologia
Il nome della specie deriva dal deserto kazako di rinvenimento degli esemplari: il deserto di Taukum.

## Caratteristiche
L'olotipo femminile rinvenuto ha lunghezza totale è di 4,55mm; la lunghezza del cefalotorace è di 2,00mm; e la larghezza è di 1,30mm.

## Distribuzione
La specie è stata reperita nel Kazakistan meridionale: l'olotipo femminile è stato rinvenuto nel deserto di Taukum, appartenente alla regione di Almaty.

## Tassonomia
Al 2016 non sono note sottospecie e dal 1994 non sono stati esaminati nuovi esemplari.